# Domald, Mureș

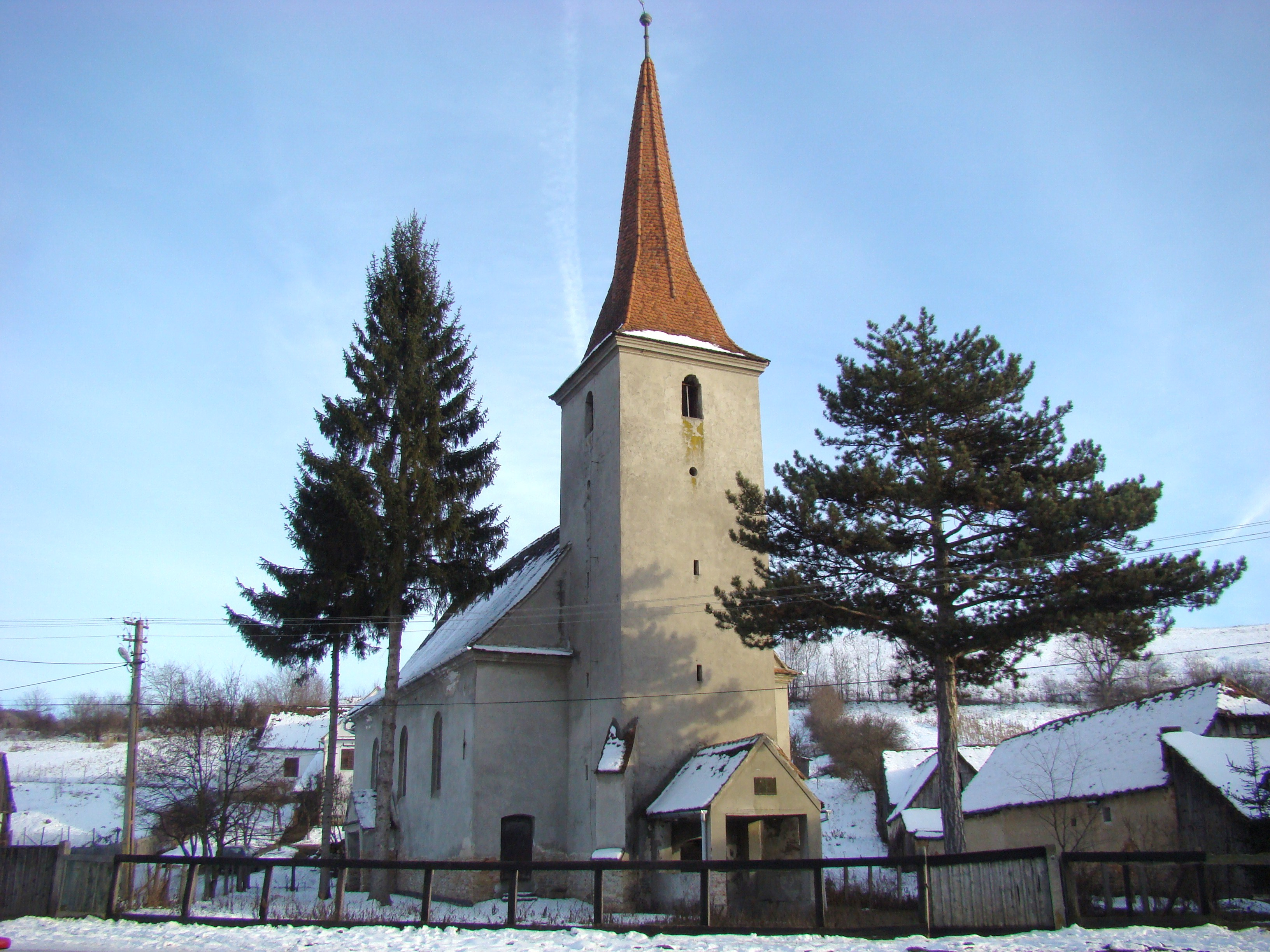
Biserica evanghelică din Domald

Domald, mai demult Domaldu, Dumald, (în dialectul săsesc Målderf, în germană Maldorf, în maghiară Domáld) este o fostă localitate din județul Mureș, Transilvania, România. Satul s-a format în jurul anului 1300 și a fost atestat documentar în 1420. În prezent face parte din satul Viișoara, Mureș.

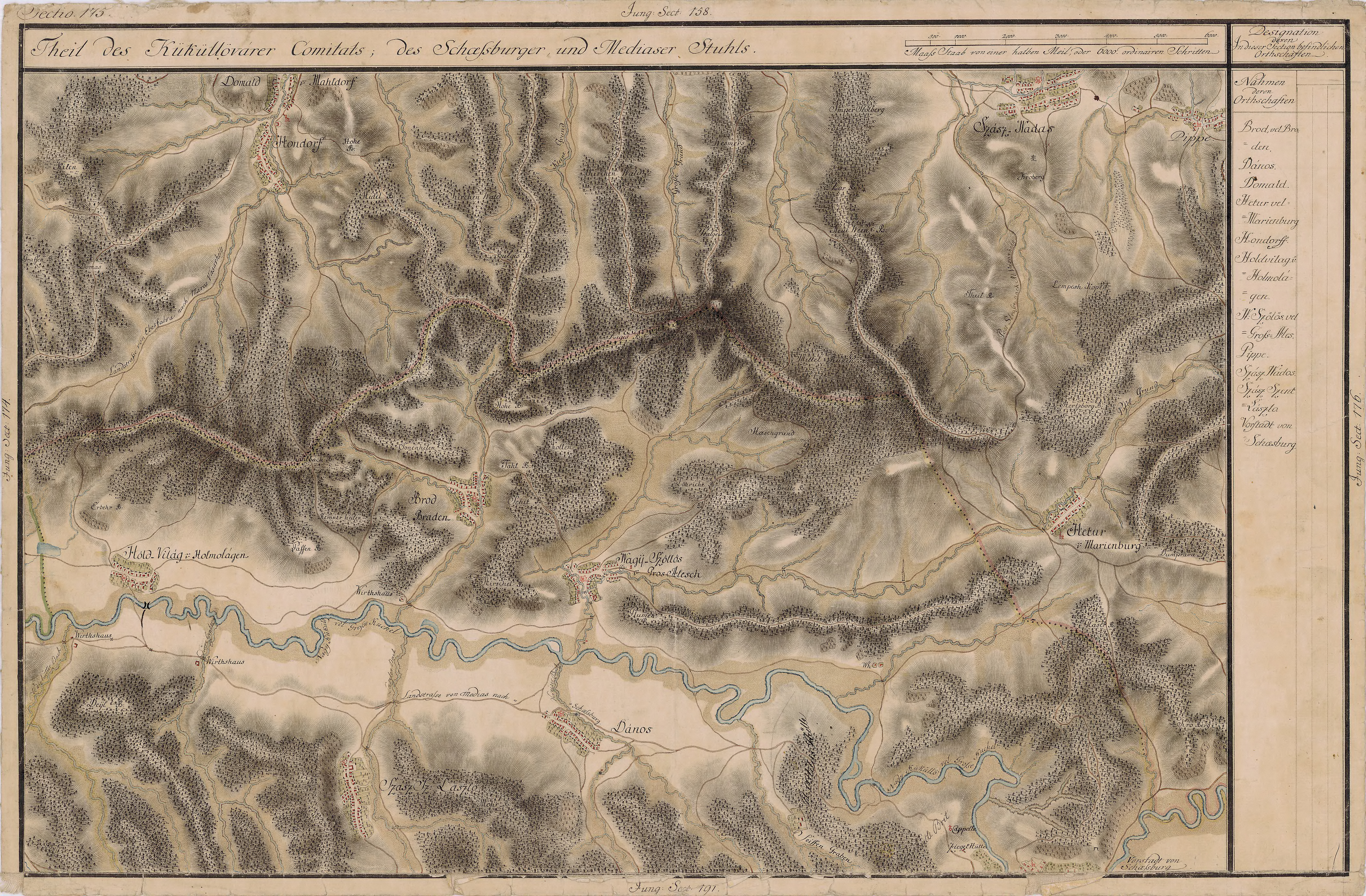
Domald în Harta Iosefină a Transilvaniei, 1769-73